# Azem Galica
Azem Bejta, cunoscut sub numele de Azem Galica, (n. 1889, Srbica, Provincia Autonomă Kosovo și Metohia, Serbia – d. 15 iulie 1924, Junik⁠(d), Districtul Đakovica, Kosovo) a fost un rebel naționalist albanez care a luptat pentru unirea provinciei Kosovo cu Albania.

## Biografie

### Primii ani
Azem Bejta s-a născut în satul Galica (Kalica în perioada medievală), aflat la periferia orașului Skenderaj din Vilayetul Kosovo, Imperiul Otoman. Familia lui provine din Gagince, de unde au fost expulzată de către armata sârbă. El a fost fiul lui Bejta Galica, un patriot care a murit luptând împotriva Imperiului Otoman și pentru separarea Albaniei de statul sârb. Azem a continuat lupta tatălui său și a luptat mai întâi împotriva Regatului Serbiei în 1912.

### Rezistența împotriva Serbiei
Azem Galica a fost unul dintre conducătorii rezistenței armate împotriva statului sârb în Kosovo în anii 1912-1914. Împreună cu luptătorii Kacak, el s-a opus armatei sârbe care a invadat provincia Kosovo în timpul Războaielor Balcanice și la începutul Primului Război Mondial. În iarna dintre anii 1915-1916, în timpul Primului Război Mondial, armata sârbă s-a retras din Kosovo, care a fost ocupat de Bulgaria și Austro-Ungaria.

### Bulgaria și Austro-Ungaria
În 1915, după ce Austro-Ungaria a ocupat provincia Kosovo învingându-i pe sârbi, Azem Galica a început o rezistență armată împotriva noiilor invadatori. Cu toate acestea, după ce a fost convins de Luigj Gurakuqi, Prenk Bib Doda și Fejzi Alizoti, precum și după deschiderea a 300 de școli albaneze, acordarea dreptului de a arbora steagul albanez și oferirea de asigurări de către austrieci precum că aceștia vor respecta obiceiurile țării, limba albaneză și religiile creștină și musulmană, Azem Galica a acceptat ocupația Imperiului Austro-Ungar.
În 1918 Armata Sârbă a alungat armatele Puterilor Centrale din Kosovo. După ce s-a încheiat Primul Război Mondial, Kosovo a fost inclus în Regatului Sârbilor, Croaților și Slovenilor (cunoscut mai târziu sub numele de Regatul Iugoslaviei) la 1 decembrie 1918. Galica a devenit din nou un proscris și a reluat lupta împotriva armatei și poliției regale sârbe.

### Rezistența împotriva Iugoslaviei
Albanezii kosovari nemulțumiți, care s-au adunat în jurul lui Hasan Prishtina, au format un Comitet pentru Apărarea Națională a provinciei Kosovo la Shkoder în 1918, principala lor revendicare fiind unirea provinciei Kosovo cu Albania. Cei mai cunoscuți conducători ai luptătorilor Kachak au fost Bajram Curri, Hasan Prishtina, Sali Butka și Azem Galica. A izbucnit o revoltă generală cunoscută sub numele de mișcarea Kachak (haiduc), condusă de Azem Galica, împotriva încorporării provinciei Kosovo în Iugoslavia. Luptele au atins apogeul la Drenica, regiunea natală a lui Azem Galica. S-a estimat că acolo erau 10.000 de rebeli activi în acel moment.
Soția lui, Qerime Radisheva, cunoscută ca Shote Galica, a luptat alături de Azem Galica. Ei au reușit să creeze o „zonă liberă” în partea de vest a provinciei Kosovo în jurul orașului Junik, numită „Arberia e Vogel” (mica Arberia). Regatul Iugoslaviei, cu toate acestea, nu a avut nici o intenție să abandoneze această zonă și, având o putere militară superioară și trupe mai numeroase, a atacat zona Junik. Ei au reușit  să-l rănească pe Azem care a murit mai târziu din cauza rănilor. Ultima lui dorință a fost ca trupul său să nu fie găsit de către sârbi și astfel el a fost îngropat într-o peșteră adâncă. A murit pe 15 iulie 1924.

### Urmări
Moartea lui Galica a reprezentat o lovitură puternică dată rezistenței împotriva opresiunii iugoslave din Kosovo, care durase timp de opt ani. Iugoslavii au intensificat represiunea la adresa mișcării naționale albaneze din Kosovo.
În afară de unele grupuri mici care n-au fost niciodată supuse, sfârșitul rezistenței Kacak a venit atunci când guvernul iugoslav l-a ajutat pe Ahmed Zogu să revină la putere la Tirana, în decembrie 1924, în schimbul desființării de către el a Comisiei pentru Apărare Națională din Kosovo.

## Moștenire
În calitate de eroi naționali, Azem și Shota Galica reprezintă un exemplu al rezistenței albaneze din Kosovo. Albanezii le-au dat acestor luptători pentru cauza națională un loc de frunte în istoria lor sărbătorindu-i ca martiri ai națiunii. Sacrificiul lor a fost văzută ca parte integrantă a efortului național de a elibera Kosovo de sub dominația sârbă. Uciderea soților Galica și a multor altor luptători a dat un exemplu și a stimulat pe termen lung rezistența albaneză împotriva represiunii și a inegalității în Kosovo.